# Vendone
Vendone là một đô thị ở tỉnh Savona ở vùng Liguria của Ý, có khoảng cách khoảng 80 km về phía tây nam của Genoa và khoảng 40 km về phía tây nam của Savona. Tại thời điểm ngày 31 tháng 12 năm 2004, đô thị này có dân số 410 người và diện tích là 10,1 km².
Vendone giáp các đô thị: Arnasco, Castelbianco, Onzo, và Ortovero.